# Šumperák

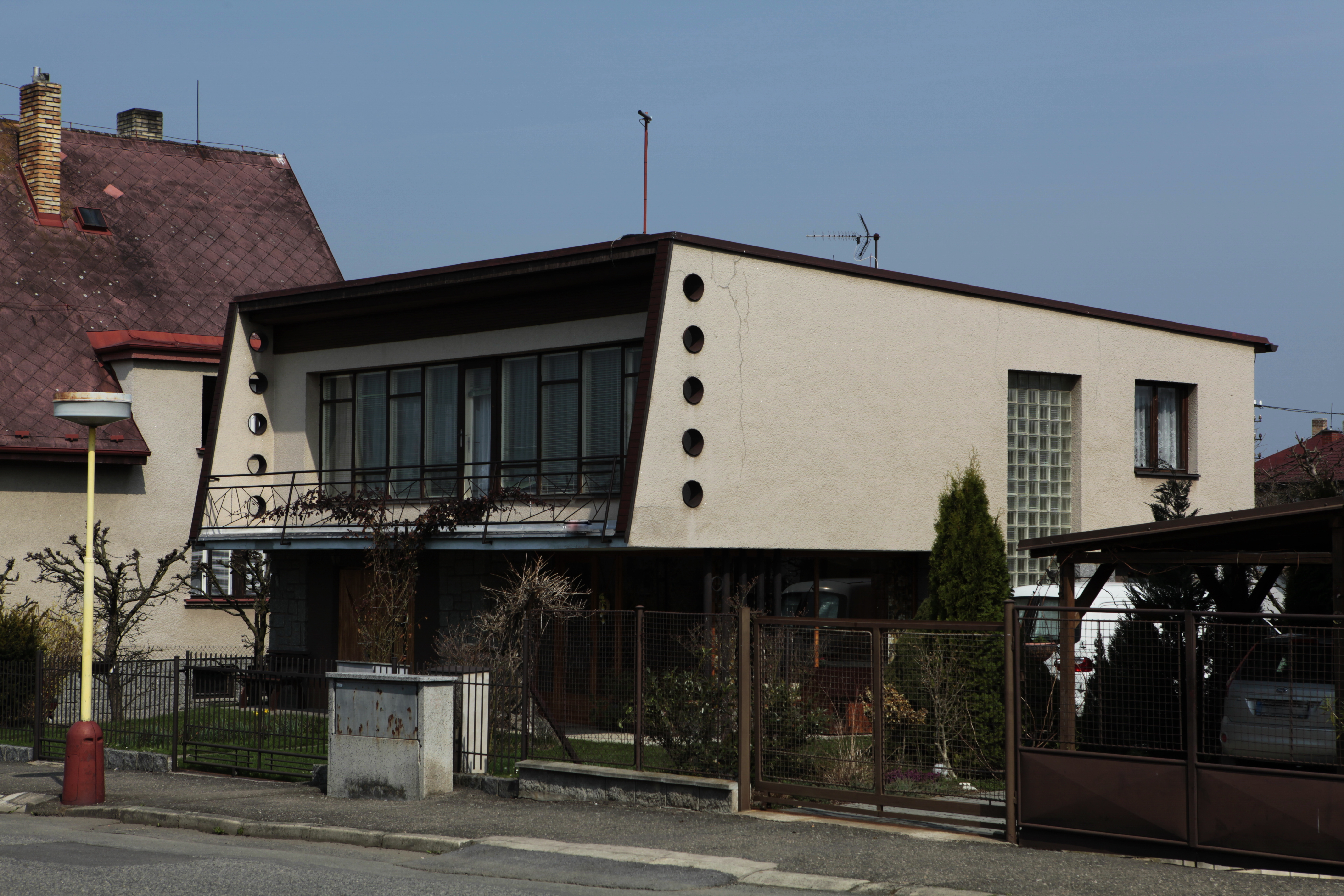
Een Šumperák

Een Šumperák is een type drive-inwoning, ontwikkeld in de 60'er jaren van de vorige eeuw in Tsjechië. Het huis is ontworpen door de  architect Josef Vaněk in de zogenaamde Brusselse stijl, welke naam verwijst naar de Wereldtentoonstelling in Brussel Expo 58, waar deze Tsjechoslowaakse bouwstijl werd tentoongesteld.
Het eerste huis van dit type werd gebouwd voor de toenmalige directeur van het ziekenhuis in Šumperk in  Tsjechië, waardoor het zijn naam ‘Šumperák’ verkreeg. De officiële naam van het huis is ‘Eengezinswoning type V’. De tweede ‘Šumperák’ werd gebouwd in het centrum van Šumperk (Terezinskástraat 3). Hierna zijn er zo’n duizend van deze woningen in heel Tsjecho-Slowakije gebouwd, waarvan de meeste er nog steeds staan. In 1970 bedroeg de prijs van zo’n huis ongeveer 120.000 Tsjechische kronen, zo’n 5000 euro. Het huis werd populair omdat het een van de weinige betaalbare vrijstaande huizen was in die tijd. Bewoners roemen verder de lichte woonkamer op de eerste verdieping, de aanwezigheid van een garage en de ruimtelijkheid van het huis.

## Ontwerp
Een Šumperák bestaat uit de begane grond en één verdieping. De woonvertrekken zijn gesitueerd op de eerste verdieping, en op de begane grond bevindt zich onder andere de garage. De voorkant op de eerste verdieping bestaat vrijwel geheel uit glas, met daarvoor een smal balkon over de gehele breedte. Het balkon is niet geschikt om te zitten, maar meer voor de sier (en om de ramen te wassen). Links en rechts van het balkon bevindt zich een schuine muur met daarin vijf ronde gaten. Het schuine motief wordt herhaald in het glas van de garagedeuren aan de linkerkant van het huis; aan de rechterzijde ligt de hoofdingang.

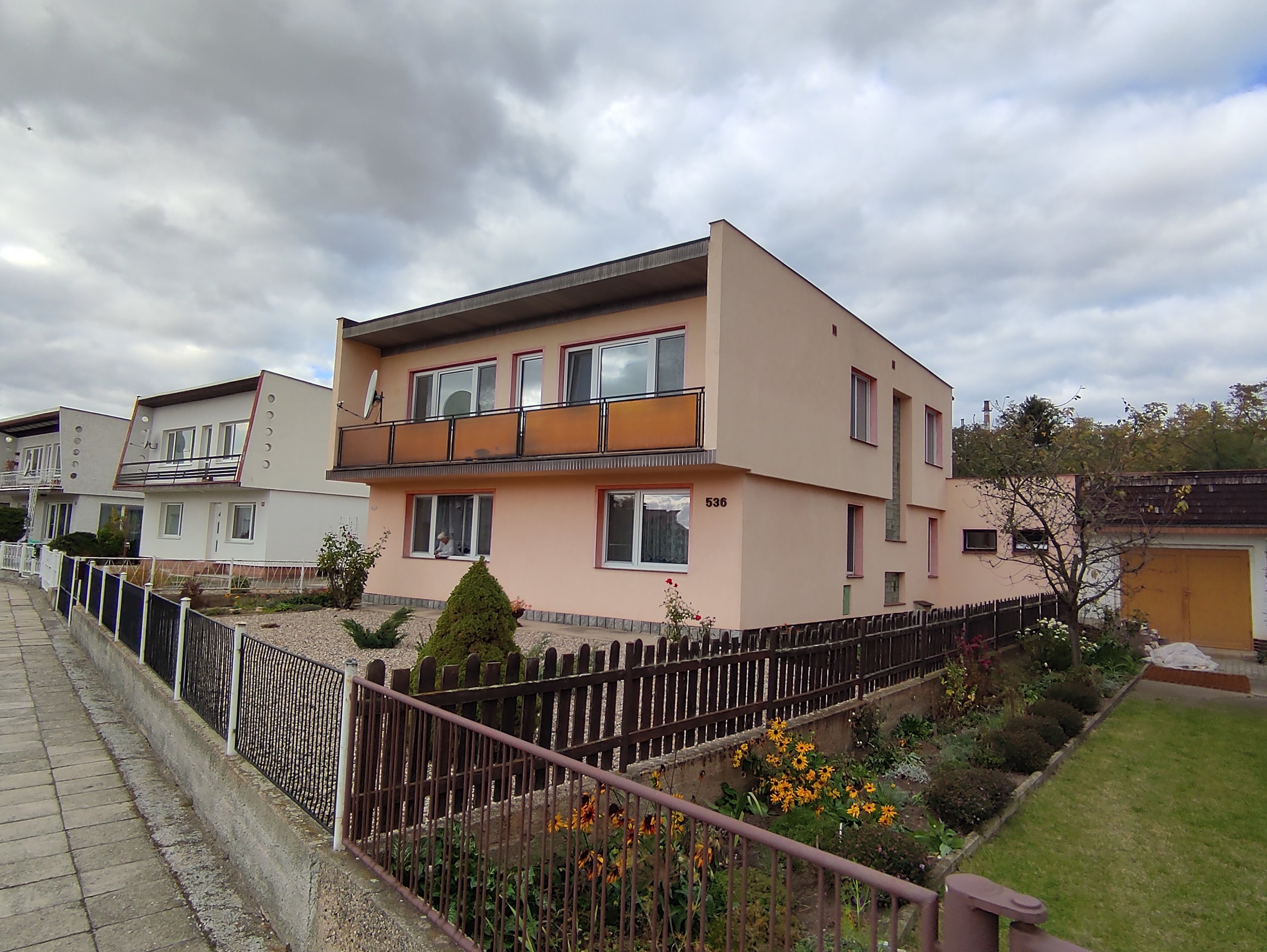
Postoloprty
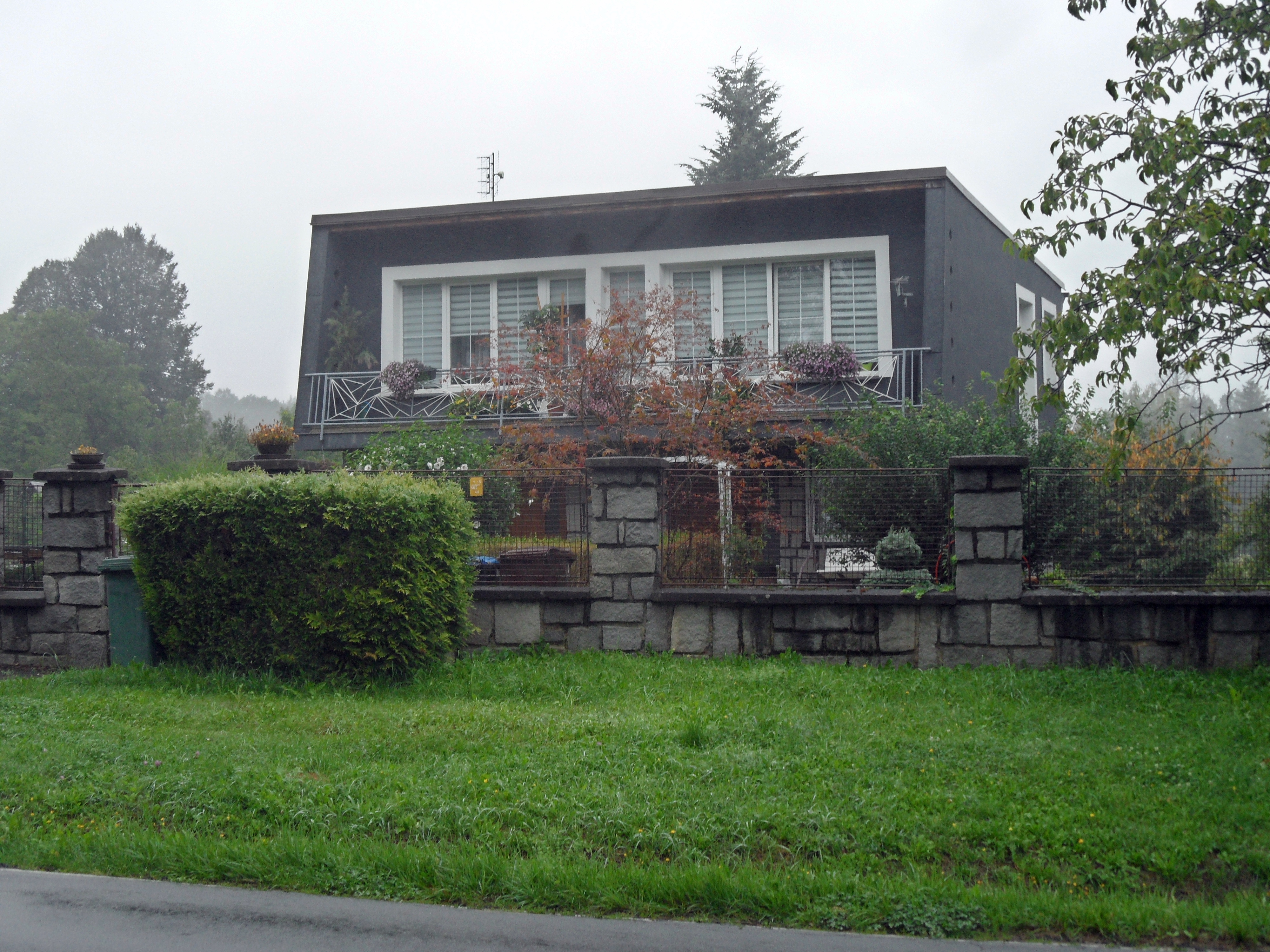
Zlaté Hory
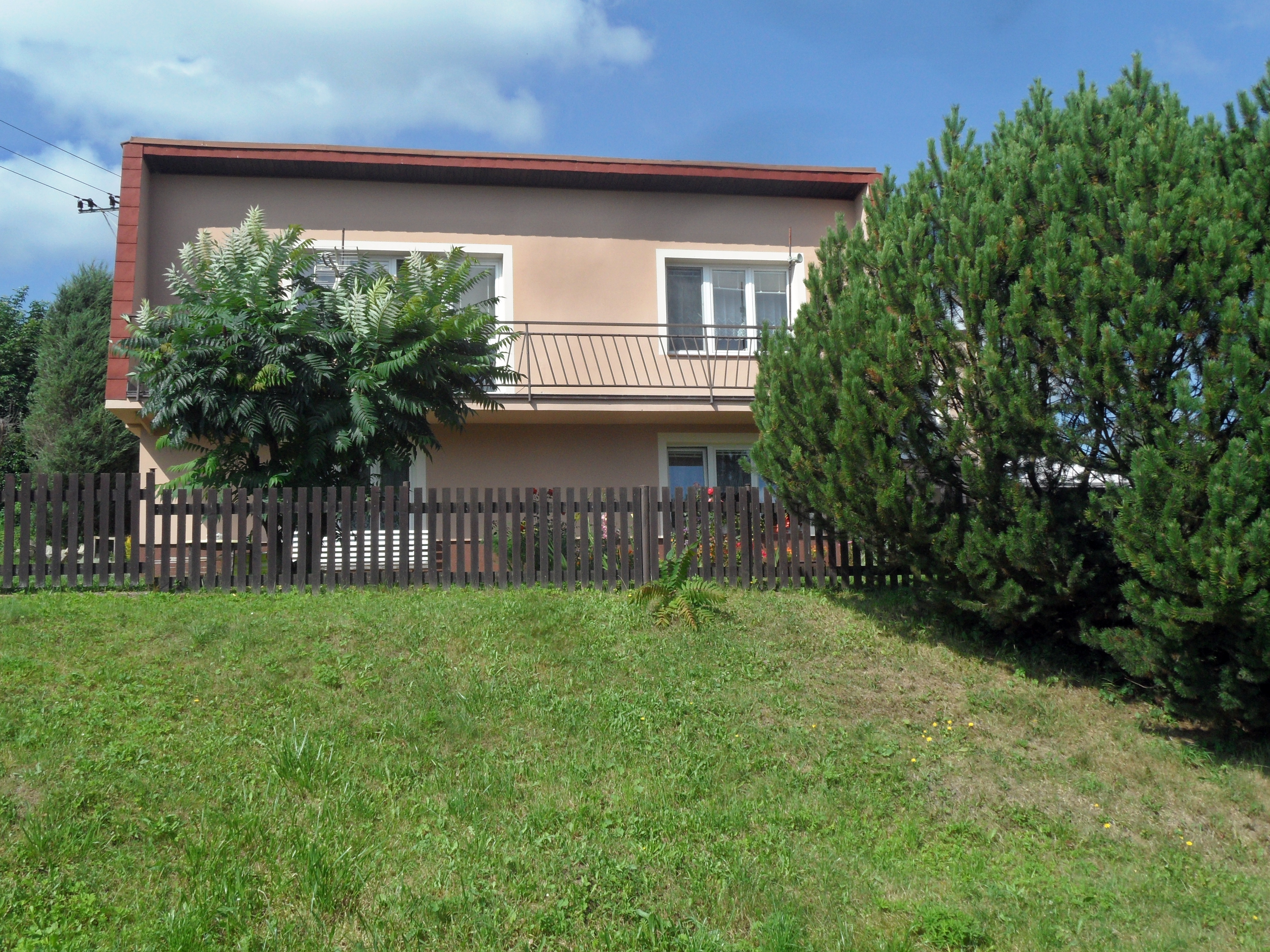
Vrbno pod Pradědem
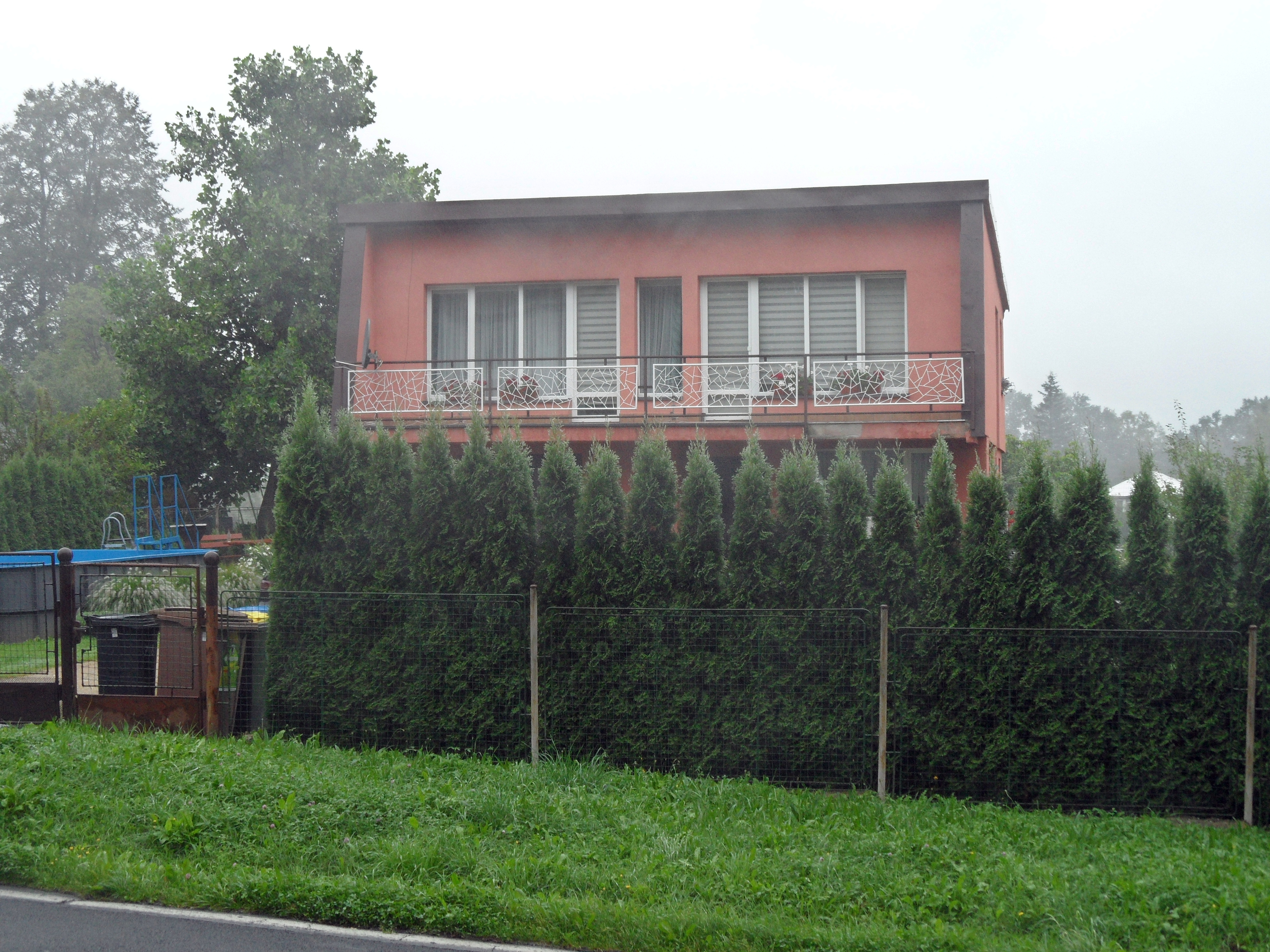
Zlaté Hory